# Gärgär, Gädäbäy
Gärgär (azerbajdzjanska: Gərgər) är en ort i Azerbajdzjan. Den ligger i distriktet Gädäbäy rajon, i den västra delen av landet, 400 km väster om huvudstaden Baku. Gärgär ligger 1 512 meter över havet och antalet invånare är 2 201.
Terrängen runt Gärgär är kuperad. Närmaste större samhälle är Kyadabek, 7,1 km öster om Gärgär.
Trakten runt Gärgär består i huvudsak av gräsmarker. Runt Gerger är det ganska tätbefolkat, med 70 invånare per kvadratkilometer.